# Albrecht II. von Hohenrechberg

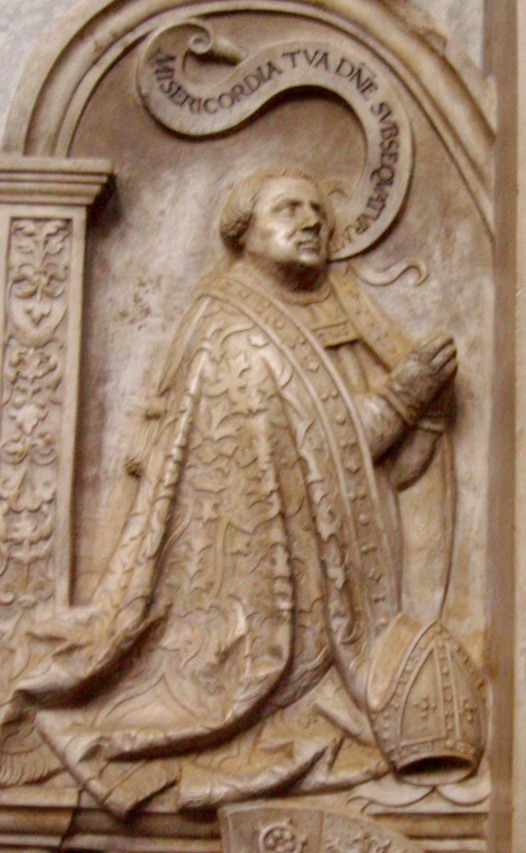
Bischof Albrecht auf dem Epitaph von 1552

Albrecht II. von Hohenrechberg (* um 1390; † 9. September 1445 in Eichstätt) war Fürstbischof von Eichstätt von 1429 bis 1445.
Albrecht II. von Hohenrechberg, auch Albert, stammte aus dem schwäbischen Adelsgeschlecht der von Hohenrechberg, das später bis in den Grafenstand aufgestiegen ist. Stammsitz war Burg Hohenrechberg bei Schwäbisch Gmünd.
Unmittelbar zu Beginn seiner Amtszeit unterstützte er den Kurfürsten Friedrich I. von Brandenburg, der mit seinen Besitztümern Brandenburg-Kulmbach und Brandenburg-Ansbach unmittelbar an das Hochstift angrenzte mit 40 Reitern gegen die Hussiten. Auf dem Reichstag, dem er im Frühjahr 1431 zu Nürnberg beiwohnt, wurde ein Sommerfeldzug gegen die „ketzerischen“ Hussiten beschlossen und das Kontingent von Eichstätt festgelegt. Auch in den nachfolgenden Jahren war der Bischof in der Bekämpfung der Hussiten engagiert. Dies bewog ihn auch zum Ankauf von Burgen (z. B. Burg Dollnstein) und zum Ausbau der Verteidigungsanlagen, wie der Willibaldsburg, Burg Mörnsheim oder Schloss Hirschberg.
Im Jahre 1439 wurde er von König Albrecht II. beauftragt, als Vermittler in der Fehde zwischen den bayerischen Herzögen Ludwig der Ältere und Ludwig der Jüngere aufzutreten. Im gleichen Jahr bemühte er sich auch erfolgreich um die Freilassung des Würzburger Bischofs Johann II. von Brunn, der aufgrund seiner Verschuldung in einer Fehde von der Familie von Hirschhorn auf Burg Reicheneck bei Hersbruck gefangengehalten wurde.
Er verkaufte bereits 1430 Stadt und Besitzungen um Schweinfurt an den Deutschen Orden, der nach Einspruch gegen vorhergehende Absichten des Bischofs von seinem Vorkaufsrecht Gebrauch gemacht hatte. Weiterhin veräußerte er auch Besitzungen im Grabfeldgau. Er weihte Kloster Gnadenberg.
Albrecht II. wurde im Willibaldschor des Eichstätter Doms begraben. Ihm zum Gedenken errichtete Fürstbischof Moritz von Hutten 1552 ein Grabdenkmal.